# Andouillette
L'andouillette és un embotit, especialitat de la cuina francesa, que es pot trobar en moltes regions; les de més anomenada són les de les ciutats de Lió, Troyes, Cambrai, Rouen i de les regions de Provença i Perigord. Es tracta d'un embotit de gust adquirit elaborat tradicionalment amb l'intestí i l'estómac del porc o de la vedella. A principis dels anys 2000, es va prohibir fer servir budells de vedella a causa de la malaltia de les vaques boges, i només es va utilitzar porc fins que la legislació europea va tornar a autoritzar la utilització de massa intestinal de vedella el 2015.
Les andouillettes tenen una intensa aroma i sabor pels condiments i espècies que porta, perfumats amb alcohol o vi. Tenen també un alt contingut en greix. Es venen ja cuites i es preparen a la graella, al forn o en una paella, o guisades amb vi blanc. S'acompanyen tradicionalment de mostassa de tipus francès, blanca i molt picant.
No ha de confondre's amb l'andouille, que es consumeix freda i el sabor de la qual resulta més suau.